# Extinction (film, 2015)
Pour les articles homonymes, voir Extinction.
Pour plus de détails, voir Fiche technique et Distribution.
Extinction est un film d'horreur post- apocalyptique de Miguel Ángel Vivas, sorti en 2015.

## Synopsis
Les humains sont infectés par des zombies. Deux hommes, une femme et sa petite fille survivent tant bien que mal. Quelques années plus tard, la Terre semble condamnée à un hiver perpétuel. La petite fille devenue une pré-adolescente, ne se souvient pas de sa mère entre-temps décédée. Les deux hommes ne s'adressent plus la parole, bien que vivant dans deux maisons voisines, et le récit reconstitue peu à peu leur histoire et les raisons de leur brouille, alors que les zombies, que l'on croyait avoir disparu, refont surface, sous une nouvelle forme : ils ont des griffes, des dents acérées, ne craignent pas le froid mais sont désormais aveugles et, apparemment, non-contagieux.

## Fiche technique
- Titre original : Extinction
- Réalisation : Miguel Ángel Vivas
- Scénario : Alberto Marini et Miguel Ángel Vivas, d'après Y pese a todo... (Welcome to Harmony), de Juan de Dios Garduño
- Direction artistique : Javier Alvariño, Judit Csák et Hedvig Kiraly
- Décors : Panni Lutter	et Angela Nahum
- Costumes : Andrea Flesch
- Photographie : Josu Inchaustegui
- Montage : Luis de la Madrid et Jordi López
- Musique : Sergio Moure
- Production : Gabriel Arias-Salgado, James Gibb et Axel Kuschevatzky (producteurs exécutifs)
- Sociétés de production : La Ferme! Productions, Laokoon Filmgroup, Ombra Films, Telefonica Studios, Vaca Films
- Sociétés de distribution : Vertical Entertainment, Sony Pictures Home Entertainment, Universal Sony Pictures Home Entertainment
- Budget : 7 millions de dollars[1]
- Pays d’origine :  Espagne  États-Unis  France  Hongrie
- Langue originale : anglais
- Format : couleur 2.35 : 1
- Genre : horreur, post apocalyptique, zombie
- Durée : 112 minutes
- Dates de sortie :  
  - Canada : 18 juillet 2015 (Fantasia International Film Festival)
  - États-Unis : 31 juillet 2015
  - Espagne : 14 août 2015
  - France : 2 mars 2016 en DVD

## Distribution
- Matthew Fox : Patrick
- Jeffrey Donovan : Jack
- Quinn McColgan : Lu
- Valeria Vereau : Emma
- Alex Hafner : Lewinsky
- Clara Lago : Anne